# Interstate 35
Interstate 35 (afgekort I-35) is een Interstate Highway in de Verenigde Staten. De snelweg begint op de grens met Mexico in Laredo (Texas), en eindigt in Duluth (Minnesota). Op 1 augustus 2007 stortte de veertig jaar oude Mississippi River Bridge over de Mississippi tijdens de avondspits in. Er bevonden zich op het moment van het gebeuren vijftig tot honderd auto's op de brug, waarvan er tientallen de diepte instortten. Er stierven 13 mensen, meer dan 100 raakten gewond.

## Lengte

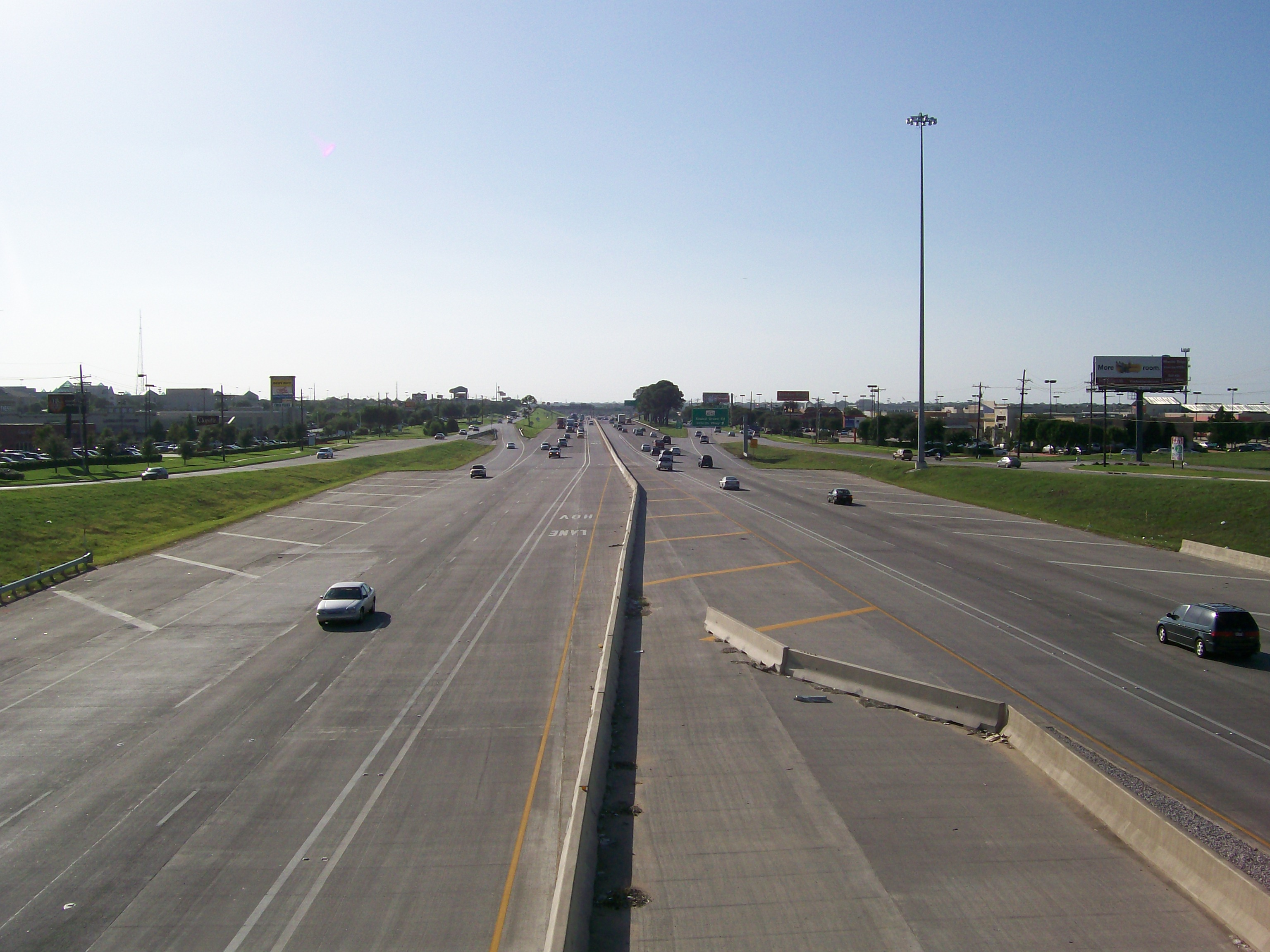
Interstate 35

| Staat     | km   | mijl |  |
|           |      |      |  |
| Texas     | 813  | 505  |  |
| Oklahoma  | 378  | 235  |  |
| Kansas    | 377  | 234  |  |
| Missouri  | 183  | 114  |  |
| Iowa      | 351  | 218  |  |
| Minnesota | 416  | 259  |  |
|           |      |      |  |
| Totaal    | 2518 | 1565 |  |

## Belangrijke steden aan de I-35
Laredo - San Antonio - Austin - Temple - Waco - Dallas - Fort Worth - Denton - Norman - Oklahoma City - Wichita - Kansas City (Kansas) - Kansas City (Missouri) - Des Moines - Minneapolis-St. Paul - Duluth